# Улица Князя Романа Мстиславича
Улица Князя Романа Мстиславича (укр. Вулиця Князя Романа Мстиславича) — улица в Днепровском районе города Киева, жилой массив Северо-Броварской. Пролегает от улицы Андрея Малышко до проспекта Алишера Навои.
Примыкает Дарницкий бульвар.

## История
Улица возникла в 1960-х годах под названием Новая на территории Комсомольского массива (микрорайон № 3) в Днепровском районе Киева. В 1968 году получила название в честь советского военного деятеля, генерала-полковника, Героя Советского Союза (1943) Филиппа Жмаченко. Была установлена доска — гранит; архитектор А. Д. Корнеев; открыта в 1978 году (первый вариант, мрамор; 1967).

## Застройка
В оригинальной застройке микрорайона №3 16-этажные дома, запроектированные под углом к красным линиям Дарницкого бульвара и улицы Князя Романа Мстиславича. Ступенчатое построение уличного фронта домов обеспечило многоплановость видимой с улиц панорамы застройки. По левой стороне по всему периметру улицы расположен парк «Победа» (открыт в 1965 году).
В 2018 году был введён в эксплуатацию первый из трёх домов ЖК «Автограф» по Князя Романа Мстиславича, 28 от группы компаний DIM. В декабре 2019 года завершено строительство жилого комплекса «Автограф». Новым домам были присвоены адреса ул. Князя Романа Мстиславича 28-А и 28-Б. ЖК «Автограф» состоит из трех 26-этажных домов, построен по монолитно-каркасной технологии.
В октябре 2018 года DIM group объявил о реализации нового жилого комплекса «Новый Автограф» по адресу ул. Князя Романа Мстиславича, 26. Генеральным планом проекта предусмотрено сооружение двух домов на 810 квартир: один дом состоит из трех секций высотой 18-22-26 этажей, второй дом — из одной секции на 26 этажей. Жилой комплекс «Новый Автограф» был введен в эксплуатацию в марте 2024 года.Первому дому присвоен номер 22, второму-22А.
Учреждения:
- Крытый каток «Льдинка» (№ 7; на территории парка «Победа»)
- КНС «Комсомольская» (№ 9; на территории парка «Победа»)
- Лицей гуманитарного образования и коммуникационных технологий «Гармония» (№ 14)
- Киевский университет туризма, экономики и права (№ 26). Основан в 1995 г.
- Киевский государственный колледж туризма и гостиничного хозяйства (№ 26)
- Экономико-юридическое училище Киевского университета туризма, экономики и права (№ 26)